# The Return of the Space Cowboy
The Return of the Space Cowboy é o segundo álbum de estúdio da banda inglesa Jamiroquai, lançado em 1994, é normalmente classificado nos gêneros acid-jazz e funk. O álbum deu a banda reconhecimento internacional,tendo tido boa repercussão na Europa, Japão e EUA.

## Faixas
1. "Just Another Story" - 8:45[1]
2. "Stillness in Time" - 4:15[1]
3. "Half the Man" - 4:48[1]
4. "Light Years" - 5:53[1]
5. "Manifest Destiny" - 6:19[1]
6. "Kids" - 5:08[1]
7. "Mr. Moon" - 5:28[1]
8. "Scam" - 7:00[1]
9. "Journey to Arnhemland" (instrumental) - 5:19[1]
10. "Morning Glory" - 6:21[1]
11. "Space Cowboy" - 6:25[1]

A versão norte-americana troca a posição das faixas "Just Another Story" e "Space Cowboy", e adiciona uma versão ao vivo de "Light Years" ao final do álbum.